# Сувалкский коридор
Сува́лкский коридор (пол. Przesmyk suwalski; (англ. Suwałki corridor) или Сувалкский разрыв (англ. Suwałki Gap)) — малонаселённая территория на границе между Литвой и Польшей, через которую страны Балтии соединены с остальным ЕС (транспортно и энергетически), и через которую отмечается минимальное расстояние между Беларусью и Калининградской областью России — по географически прямой линии оно составляет 65 километров. 
Через эту территорию проходит кратчайший транспортный путь между Беларусью и российским эксклавом — Калининградской областью.
Назван по ближайшему польскому городу Сувалки.

## История

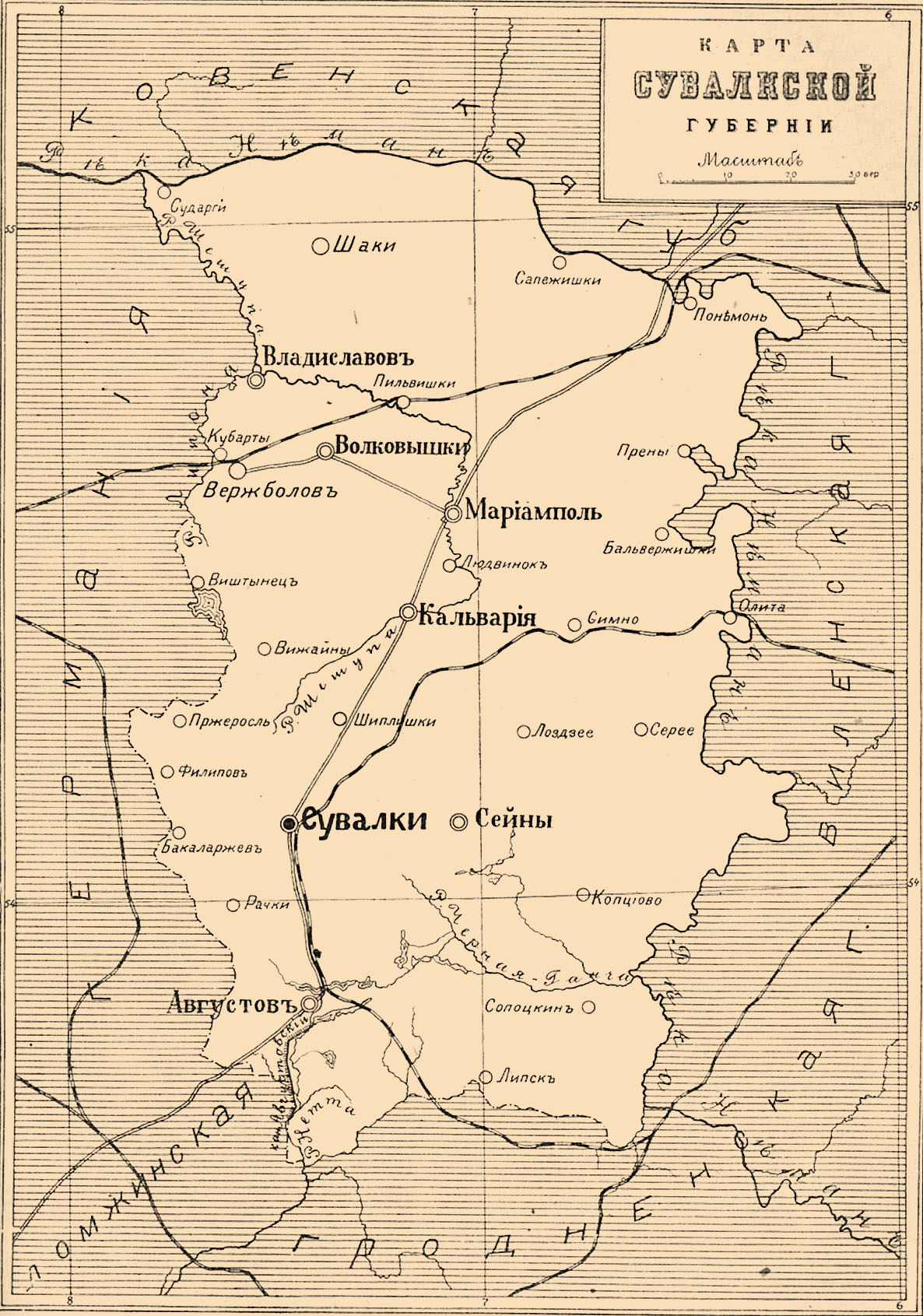
Сувалкская губерния, Царство Польское, Российская империя

На этих землях с 1867 года по 1917 год располагалась Сувалкская губерния Царства Польского, входившего в состав Российской империи. Естественной границей губернии на севере и востоке (современная Литва) служила река Неман. До Второй мировой войны в этом регионе проходила граница между Литвой и Польшей.
Во время Холодной войны Сувалкский коридор не имел стратегического значения, поскольку Литва была частью Советского Союза, а Польша была страной Варшавского договора.
Когда страны Балтии и Польша в 2004 вступили в НАТО, этот узкий участок границы между Польшей и Литвой стал уязвимым местом для военного блока. Данный регион расценивается как гипотетический сухопутный «коридор» длиной около 100 километров, который мог бы соединить территорию Белоруссии (являющейся союзницей России по ОДКБ) с Калининградской областью России.
В 2022 году, после начала вторжения на Украину, регион Сувалкского коридора вновь стал точкой напряжения по причине ограничения транзитного сообщения с Калининградской областью. После вступления Швеции в НАТО зависимость от Сувалкского коридора для стран Балтии значительно уменьшилась.

## Сувалкский коридор в стратегии НАТО

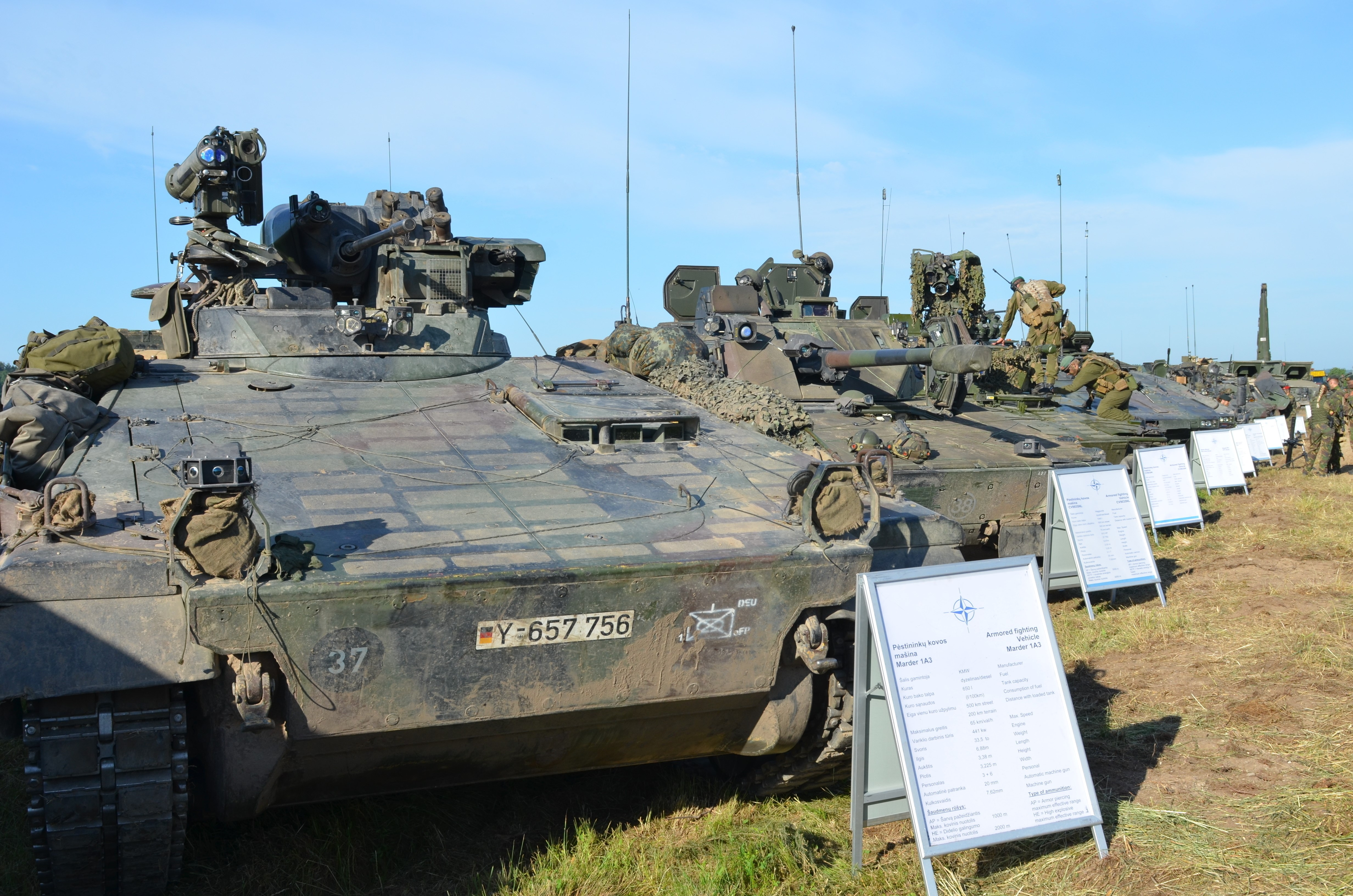
Вдоль дороги выставлены БМП и другая военная техника из боевых групп НАТО во время учений «Железный волк», недалеко от Руклы в Сувалкском коридоре, 20 июня 2017 года.

Среди стран НАТО Сувалкский коридор считается наиболее уязвимым участком внешних границ альянса и вероятной целью возможной российской агрессии, так как захват Сувалкского коридора фактически отрезал бы страны Балтии (Эстонию, Латвию и Литву) от других членов НАТО. По утверждениям военного журналиста Виктора Баранца, некоторые генералы в НАТО полагали в 2017 году, что группировка сил НАТО сможет сдерживать агрессию России по Сувалкскому коридору от 36 до 60 часов. При этом, по заявлениям Дмитрия Рогозина в 2013 году,высокоточное оружие США в теории сможет уничтожить основные инфраструктурные объекты России и лишить её возможности к сопротивлению в течение 6 часов.
В 2017 году на территории Литвы прошли учения «Железный волк—2017», в ходе которых военные из девяти стран НАТО готовились к предполагаемым боевым действиям по удержанию Сувалкского коридора, к которым было привлечено 5300 военнослужащих. При этом представители некоторых стран НАТО обвинили Россию в подготовке захвата Сувалкского коридора во время проведения совместных российско-белорусских манёвров «Запад — 2017».
В сентябре 2018 года министр обороны Польши Мариуш Блащак объявил о формировании 18-й механизированной дивизии у границы с Украиной и Беларусью. Также было принято решение восстановить 14-й Сувалкский полк противотанковой артиллерии, который был расформирован за 8 лет до того. Модернизируется вооружение 16-й механизированной дивизии за счёт поступления новых основных танков PT-91. С января 2017 года в литовском городе Рукла и с марта 2017 года в польских населённых пунктах Ожиш и Бемово-Писке дислоцируются батальонные тактические группы НАТО под эгидой Германии и США. Всего более 4 тысяч военнослужащих НАТО находится в данном регионе. Также модернизируется транспортная инфраструктура региона в виде строительства скоростной магистрали военного назначения из Польши в Прибалтику.

## Сувалкский коридор в стратегии России

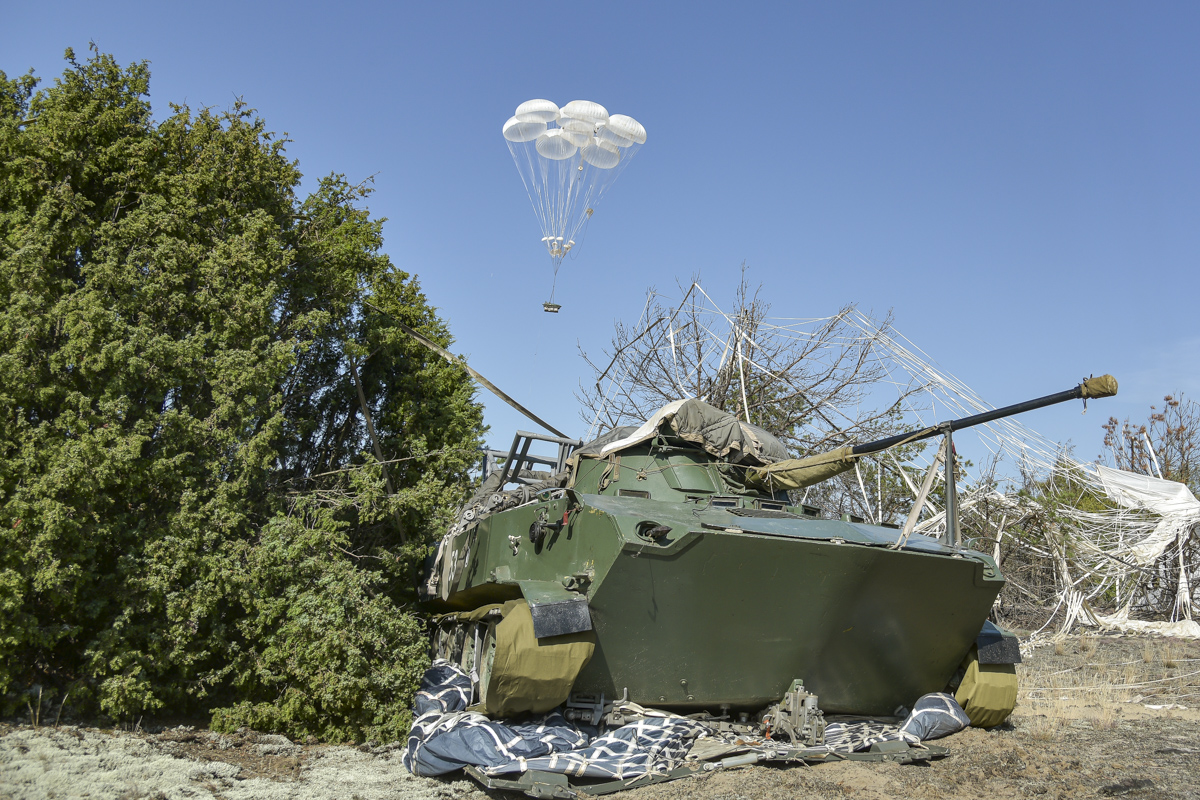
Учения «Славянское братство-2020» в Гродненской области.

Калининградская область — сильно милитаризованная территория.